# François Rivoire
François Rivoire, né le 16 avril 1842 à Lyon et mort le 7 août 1919 à Villers-en-Arthies, est un peintre français.

## Biographie
François Rivoire est le fils d'Auguste Rivoire, fabricant d'étoffes, et d'Antoinette Musy.
En 1868, il est dessinateur et épouse à Lyon, Marie Bertrand.
Aquarelliste et pastelliste, il est élève de Jean-Marie Régnier et expose au Salon à partir de 1866, puis devient membre de la Société des Artistes français.
Il obtient une mention honorable en 1883, une médaille de troisième classe en 1886, et une médaille d'or à l'exposition universelle de 1894 et une médaille de bronze à l'exposition universelle de 1900.
Parmi ses nombreux élèves, on trouve Antoinette Chavagnat et Aline Lamy.
Il meurt à Villers-en-Arthies à l'âge de 77 ans.

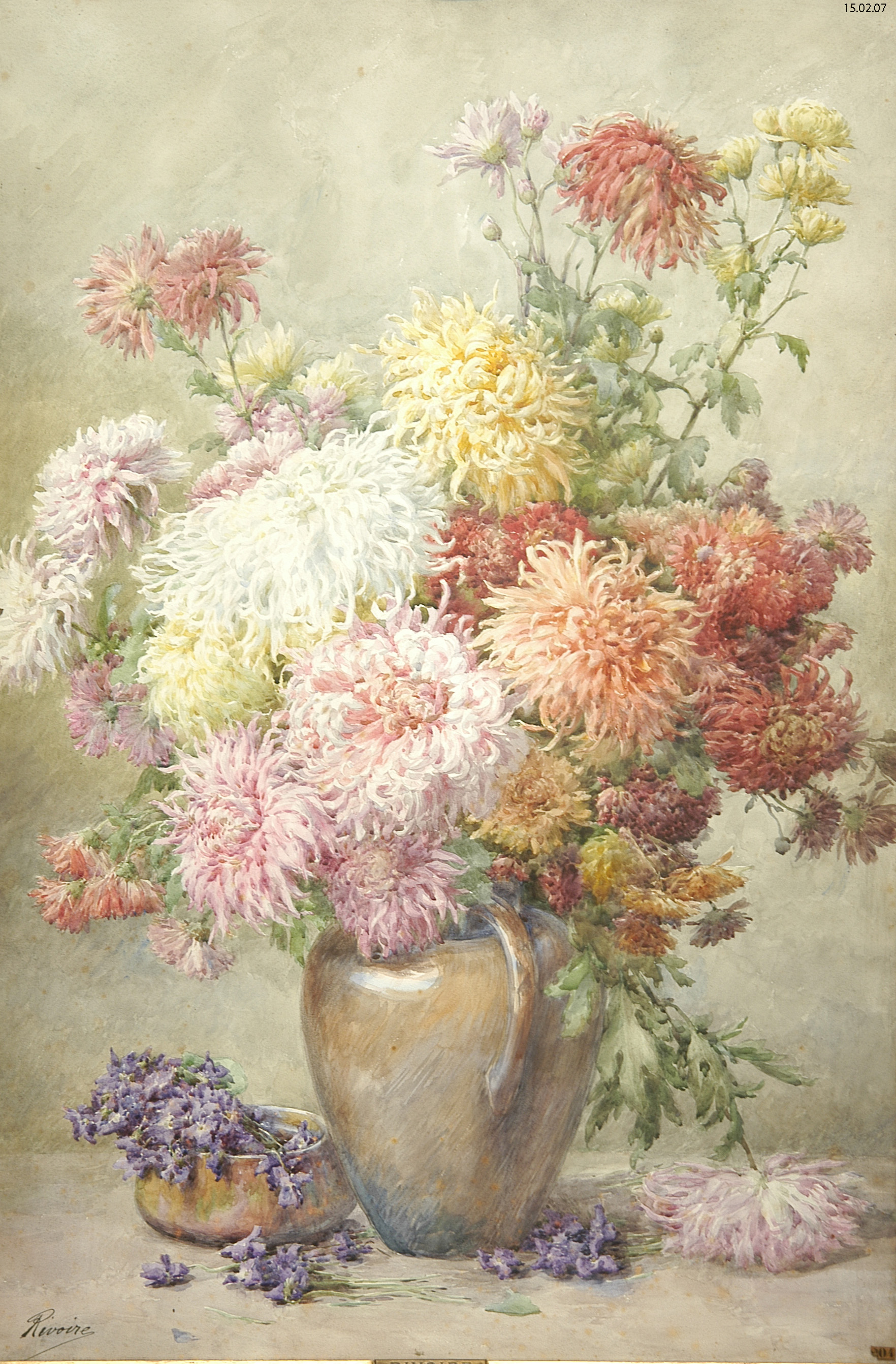
François Rivoire, Chrysanthèmes, 1902, aquarelle et gouache sur papier, Musée des Beaux-Arts de Reims[4].
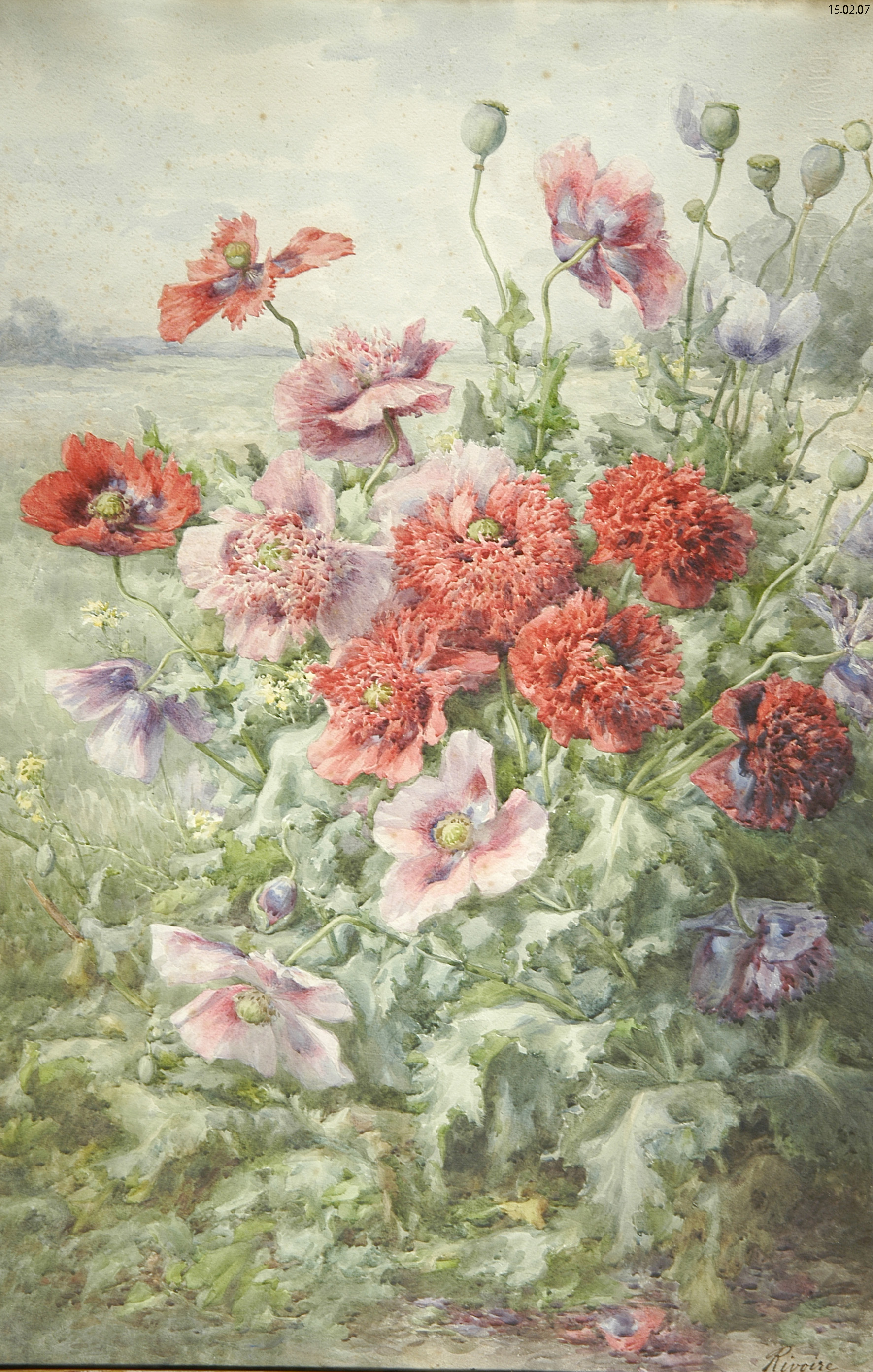
François Rivoire, Pavots, 1902, aquarelle et gouache sur papier, Musée des Beaux-Arts de Reims[5].

## Distinctions
- Chevalier de la Légion d'honneur (1906)[6].